# レオ・キンレン
レオ・キンレン (Leo Kinlen) は英国の悪性腫瘍の研究者である。彼の仮説である、英国の他の部分よりもセラフィールド原子力施設周辺地域において白血病罹患率が高い事の説明は、人々が原子力施設で仕事をするために他の地域からセラフィール周辺に移動し始めたために発生した集団の混合であり、白血病を引き起こす可能性があるウイルスの拡散をもたらしたという物である。

## 評価
この理論は最初、1988年にキンレンよって提唱されたが、国際的には低く評価されている。さらに悪性腫瘍を引き起こすというウイルスに関して何ら証拠がない。